# Manhunt International 2006
Manhunt International 2006 là cuộc thi Manhunt International lần thứ mười một được tổ chức tại thành phố Tấn Giang, Trung Quốc vào ngày 19 tháng 4 năm 2006. Có tất cả 54 thí sinh tham dự cuộc thi với chiến thắng thuộc về Jaime Augusto Mayol đến từ Đông Hoa Kỳ.

## Kết quả
| Kết quả                    | Thí sinh |
| -------------------------- | --- |
| Manhunt International 2006 | - Đông Hoa Kỳ — Jaime Augusto Mayol |
| Á vương 1                  | - Bỉ — Fabien Hauquier |
| Á vương 2                  | - Trung Quốc — Zhao Zheng |
| Á vương 3                  | - Thổ Nhĩ Kỳ — Gokhan Keser |
| Á vương 4                  | - Tây Ban Nha — Jose Keser |
| Top 15                     | - Ấn Độ — Aryan Baruah - Brasil — Alexander de Assis - Canada — Ryan Pugsley - Costa Rica — Gabriel Garro - Indonesia — Rangga Raditya - Panama — Harry Duncan - Perú — Richard Chikhani - Philippines — Iago Lagapa Raterta - Venezuela — Miguel Angel Brito - Hy Lạp — Christos Kousouris |

Giải thường đặc biệt
| Giải thưởng             | Thí sinh |
| ----------------------- | --- |
| Mr. Friendship          | Winner - Đức — Ercan Yasin 1st runner-up - Tây Hoa Kỳ — Chris Friel 2nd runner-up - Đài Loan — Eric Lee Cho En                                                 |
| Mr. Photogenic          | Winner - Costa Rica — Gabriel Garro 1st runner-up - Thổ Nhĩ Kỳ — Gokhan Keser 2nd runner-up - Indonesia — Rangga Raditya                                       |
| Mr. Personality         | Winner - Tây Hoa Kỳ — Chris Friel 1st runner-up - Bỉ — Fabien Hauquier 2nd runner-up - Ấn Độ — Aryan Baruah                                                    |
| Mr. Internet Popularity | Winner - Singapore — Isaac Mong Dong Peng 1st runner-up - Brasil — Alexander de Assis 2nd runner-up - Liban — Rafic Bou Zeid                                   |
| Mr. Physics             | Winner - Úc — Rami Habibi 1st runner-up - Bỉ — Fabien Hauquier 2nd runner-up - Perú — Richard Chikhani                                                         |
| Mr. Talent              | Winner - New Zealand — Michael Murray 1st runner-up - Hawaii — Nomer Yuzo 2nd runner-up - Brasil — Alexander de Assis 3rd runner-up - Gibraltar — Keith Chiara |
| Mr. Fitness             | Winner - Malaysia — Peter Toong 1st runner-up - Macedonia — Dragan Stojcevski 2nd runner-up Ai Cập — Khaled Mohamed                                            |
| Best National Costume   | Winner - Đài Loan — Eric Lee Cho En 1st runner-up - Syria — Abdula Haj 2nd runner-up - Panama — Harry Duncan                                                   |
| Best Runway Model       | - Trung Quốc — Zhao Zheng |
| Media's Choice          | - Đài Loan — Eric Lee Cho En |

Manhunt Lục địa
| Lục địa                   | Thí sinh                                                                                 |
| ------------------------- | ---------------------------------------------------------------------------------------- |
| Châu Mỹ                   | - Bolivia — Hans Kupferberg Gamboa - Guam — Stephen Jones - México — Alberto López       |
| Châu Phi & Châu Đại Đương | - Úc — Rami Habibi - Nam Phi — Heimar Beukes - Puerto Rico — Juan Carlos Frontado        |
| Châu Á                    | - Đài Loan — Eric Lee Cho En - Hàn Quốc — Shin Ho-chul - Việt Nam — Lê Quang Hòa         |
| Châu Âu                   | - Macedonia — Dragan Stojcevski - Latvia — Arturs Alberts - Bồ Đào Nha — Carlos González |
| Địa Trung Hải             | - Liban — Rafic Bou Zeid - Syria — Abdula Haj - Síp — Dinos Kyriacou                     |

## Các thí sinh
53 thí sinh dự thi.
| Quốc gia/vùng lãnh thổ | Thí sinh                     |
| ---------------------- | ---------------------------- |
| Ai Cập                 | Khaled Mohamed               |
| Angola                 | Ricardo Fernandes            |
| Ấn Độ                  | Aryan Baruah                 |
| Bỉ                     | Fabien Hauquier              |
| Bolivia                | Hans Kupferberg Gamboa       |
| Bồ Đào Nha             | Carlos Gonzalez              |
| Brasil                 | Alex de Assis Nunes          |
| Bulgaria               | Valentino Veltoliev          |
| Campuchia              | Rethy Chey                   |
| Canada                 | Ryan Pugsley                 |
| Costa Rica             | Gabriel Garro Reinhardt      |
| Cộng hòa Dominica      | Elisio Paulo Cortés Melendez |
| Đài Loan               | Eric Lee Cho-En              |
| Đông Hoa Kỳ            | Jaime Augusto Mayol          |
| Đức                    | Ercan Yasin                  |
| Estonia                | Serge Tsernuhha              |
| Gibraltar              | Keith Chiara                 |
| Guam                   | Stephen Jones                |
| Hawaii                 | Nomor Yuzo                   |
| Hàn Quốc               | Shin Ho-chul                 |
| Hồng Kông              | Roy Pang Ming Fai            |
| Hy Lạp                 | Christos Kousouris           |
| Indonesia              | Rangga Raditya               |
| Kazakhstan             | Bagdat Uskenbayev            |
| Kosovo                 | Edon Kelmendi                |
| Latvia                 | Arturs Alberts               |
| Liban                  | Rafic Bou Zeid               |
| Ma Cao                 | Kon Chan Kwun Wah            |
| Macedonia              | Dragan Stojcevski            |
| Malaysia               | Peter Toong                  |
| Malta                  | Joseph Ellis                 |
| México                 | Jesus Alberto Lopez          |
| Nam Phi                | Heimar Beukes                |
| New Zealand            | Michael Murray               |
| Nga                    | Pavel Strukov                |
| Nhật Bản               | Suguru Saoda                 |
| Panama                 | Harry Duncan                 |
| Perú                   | Richard Chikhani Carrillo    |
| Philippines            | Lago Lagapa Raterta          |
| Puerto Rico            | Juan Carlos Frontado         |
| Singapore              | Isaac Mong Dong Peng         |
| Síp                    | Dinos Kyriacou               |
| Syria                  | Abdula Haj                   |
| Tây Ban Nha            | Jose Mendez                  |
| Tây Hoa Kỳ             | Chris Friel                  |
| Thổ Nhĩ Kỳ             | Gokhan Keser                 |
| Thụy Điển              | Sten Alexander Sundquist     |
| Trung Quốc             | Zhao Zheng                   |
| Ukraina                | Aleksei Belobrov             |
| Úc                     | Rami Habibi                  |
| Venezuela              | Miguel Angel Brito           |
| Việt Nam               | Lê Quang Hòa                 |
| Ý                      | Raden Vertova                |